# Jamhad

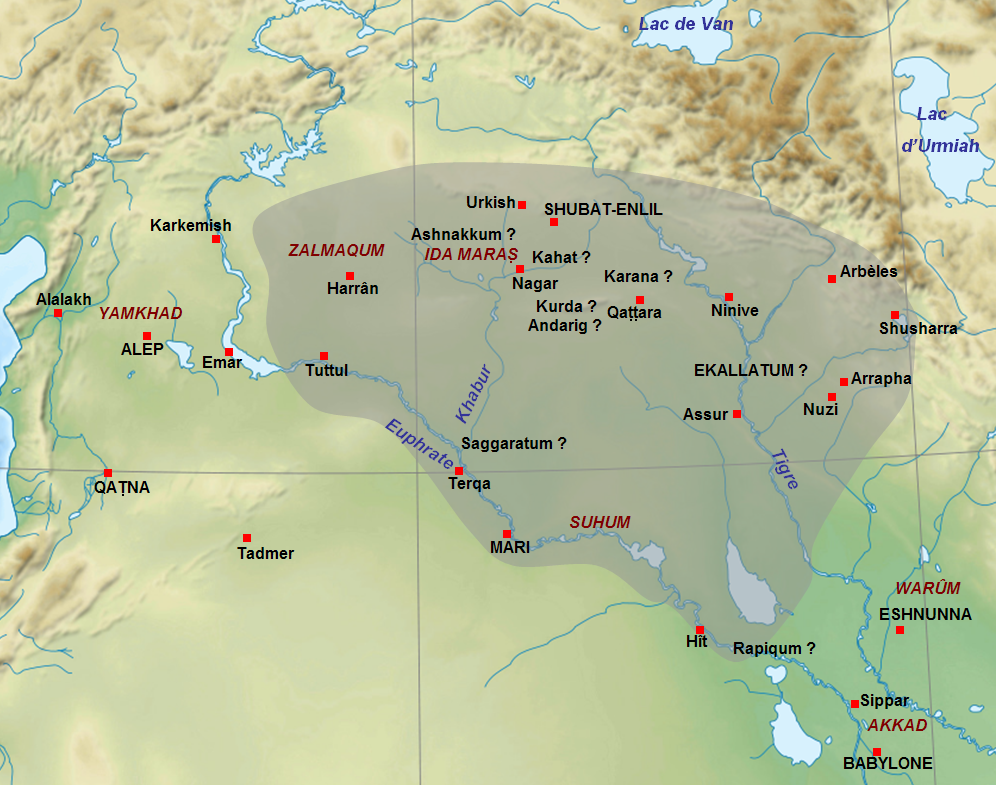
Mapa królestwa Szamszi-Adada I (1814-1781 p.n.e.) z zaznaczonym położeniem królestwa Jamhad

Jamhad, Jamchad – najpotężniejsze państwo w Syrii ze stolicą w Halab (dziś Aleppo) założone pod koniec XIX w. p.n.e. przez semickich Kananejczyków. Dominacja Jamhadu nad prawie całą północną Syrią trwała aż do najazdów Hetytów w XVII w. p.n.e. i powstania huryckiego imperium Mitanni.

## Królowie amoryckiego Jamhadu
- Sumu-epuh (ok. 1809-1780 p.n.e.)
- Jarim-Lim I (ok. 1781-1765 p.n.e.)
- Hammurapi I (ok. 1765-1761 p.n.e.)
- Abba-El (ok. 1761-? p.n.e.)
- Jarim-Lim II (połowa XVIII w. p.n.e.)
- Nikmepa (2 poł. XVIII w. p.n.e.)
- Irkabtum (2 poł. XVIII w. p.n.e.)
- Jarim-Lim III (2 poł. XVIII w. p.n.e.)
- Hammurapi II (2 poł. XVIII w. p.n.e.)